# Jörg Deutschmann
Jörg Deutschmann (* 17. Januar 1968 in Finsterwalde) ist ein ehemaliger deutscher Badmintonspieler.

## Karriere
1982 erkämpfte sich Jörg Deutschmann mit Bronze seine erste Medaille bei den DDR-Mannschaftsmeisterschaften der AK 12/13. Zwei Jahre später erreichte er mit einem  erneuten Bronzemedaillengewinn, diesmal im Herrendoppel mit René Born, den ersten Podestplatz in den Einzeldisziplinen. Im Herreneinzel scheiterte er bei den gleichen Titelkämpfen dagegen im Viertelfinale. Mit den Erfolgen bei den Nachwuchsmeisterschaften machte er auch das erste Tröbitzer Erwachsenenteam auf sich aufmerksam. Noch als Junior schaffte er den Sprung in das A-Team des Traditionsvereins. An der Seite gestandener Spieler wie  Frank-Thomas Seyfarth, Jens Scheithauer, Joachim Schimpke, Klaus Skobowsky und Harald Richter gewann er 1984 gemeinsam mit den gleichaltrigen Juniorinnen Petra Schubert und Andrea Pohling die Bronzemedaille bei den DDR-Mannschaftstitelkämpfen. 
Durch die Absolvierung eines dreijährigen Armeedienstes konnte er das Leistungsniveau für die höchste DDR-Spielklasse nicht mehr halten und sich nicht mehr für die erste Tröbitzer Mannschaft qualifizieren. Nach seinem NVA-Dienst begann er ein Informatikstudium in Ilmenau, wo er auch heute noch an der dortigen TU tätig ist. 

## Sportliche Erfolge
| Saison    | Veranstaltung                        | Disziplin    | Platz | Name |
| --------- | ------------------------------------ | ------------ | ----- | --- |
| 1981/1982 | DDR-Mannschaftsmeisterschaft Schüler | Mannschaft   | 3     | Fortschritt Tröbitz (Jörg Deutschmann, René Born, Heiko Vogt, Petra Schubert, Antje Pohling)                                                                                        |
| 1983/1984 | DDR-Einzelmeisterschaft AK 14/15     | Herrendoppel | 3     | Jörg Deutschmann / René Born (Fortschritt Tröbitz) |
| 1983/1984 | DDR-Mannschaftsmeisterschaft         | Mannschaft   | 3     | Fortschritt Tröbitz (Frank-Thomas Seyfarth, Jens Scheithauer, Joachim Schimpke, Thomas Dittrich, Klaus Skobowsky, Harald Richter, Jörg Deutschmann, Petra Schubert, Andrea Pohling) |